# Юзефович, Яков Давидович
Я́ков Дави́дович Юзефо́вич (12 (24) марта 1872, Великая Лапеница Волковысского уезда Гродненской губернии — 5 июля 1929, Волковыск, Польша) — русский генерал-лейтенант (1917). Участник белого движения в России.

## Семья и образование
Из дворян Гродненской губернии (ныне Беларусь), родился в ныне не существующем имении Великая Лапеница Волковысского уезда в семье офицера (затем генерал-майора) Давида Давидовича Юзефовича. Внук генерал-майора Давида Амуратовича Юзефовича. Происходил из белорусских татар. Мусульманского вероисповедания.
Окончил Полоцкий кадетский корпус (1890), Михайловское артиллерийское училище (1893) и Николаевскую академию Генерального штаба (1899).

## Офицер Генерального штаба
Служил в 7-й конно-артиллерийской батарее. В марте 1901 — ноябре 1904 — и. д. старшего адъютанта штаба Варшавского военного округа. Участник русско-японской войны: с 19 ноября 1904 — штаб-офицер для поручений при управлении генерал-квартирмейстера 3-й Маньчжурской армии.
С 8 декабря 1905 — штаб-офицер для поручений при штабе Варшавского военного округа. С 24 ноября 1910 — начальник отделения Главного управления Генерального штаба (ГУГШ), с 17 апреля 1913 — и. д. помощника начальника отдела по устройству и службе войск ГУГШ.

## Участие в Первой мировой войне
Участник Первой мировой войны, с 25 июля 1914 — и. д. генерала для делопроизводства и поручений управления дежурного генерала при Верховном главнокомандующем. С 23 августа 1914 — начальник штаба Кавказской туземной конной дивизии. С 1915 — генерал-майор (пр. 10.09.1915; ст. 15.02.1915; за отличия в делах…). Награждён орденом Св. Георгия 4-й степени (1 марта 1916) 

за то, что состоя начальником штаба Кавказской туземной конной дивизии, в период боев с 11-го по 26-е января 1915 года в районе Лютовиска, Боберка, Ломна, неоднократно подвергая свою жизнь явной опасности, производил разведки и неустанно вёл наблюдения в бою, на основе которых составил план действий дивизии, причем во время произведения разведки 18-го января был ранен ружейной пулей, но остался в строю, продолжая выполнять свои обязанности. Во время самых боёв принимал в них деятельное участие, постоянно лично давая указания частным начальникам и, зачастую, не имея возможности своевременно получить указания от начальника дивизии, по собственному почину, принимал такие меры, которые способствовали поражению австрийцев. По свидетельству начальника дивизии, он являлся главным сотрудником его в достижении решительной победы, одержанной дивизией над врагом.
С 22 февраля 1916 — начальник штаба 2-го кавалерийского корпуса. С 15 апреля 1917 — генерал-квартирмейстер, с 12 мая 1917 — 1-й генерал-квартирмейстер при Верховном главнокомандующем. С 15 июня 1917 — командующий 12-й кавалерийской дивизией. Генерал-лейтенант (7 сентября 1917). С 7 сентября 1917 — командир 26-го армейского корпуса. С 9 сентября по 19 ноября 1917 — командующий 12-й армией.

## Участие в Гражданской войне
Летом 1918 года вступил в Добровольческую армию. С 1 января 1919-го — начальник штаба Кавказской Добровольческой армии (командующий — генерал П. Н. Врангель), с мая 1919-го — Кавказской армии. Во время болезни Врангеля замещал его на посту командующего армией. С 27 июня того же года — командир 5-го кавалерийского корпуса, потерпел поражение от Красной армии под Орлом. С 29 ноября 1919-го по 30 мая 1920 года генерал Юзефович состоял в резерве чинов при Военном управлении Вооружённых сил Юга России (ВСЮР). С апреля 1920 руководил работами по укреплению Перекопа и строительством железной дороги Джанкой — Юшунь.
Военная карьера Юзефовича вновь пошла вверх после назначения Врангеля главнокомандующим Русской армией в Крыму. 22 мая 1920 года он был назначен генерал-инспектором кавалерии Русской армии и занимал этот пост до 17 сентября. В сентябре 1920-го отбыл в Париж; предполагалось, что он переедет в Польшу, где станет командующим формировавшейся там 3-й русской армии. Однако к моменту его прибытия во Францию Польша вступила в переговоры с Советской Россией, и вопрос о новом назначении Юзефовича был снят с повестки дня.

## Эмигрант
В ноябре 1920 жил в эмиграции в Висбадене (Германия), затем в Польше и Эстонии.
Долгое время считалось, что Я. Д. Юзефович скончался в Тарту и там же похоронен. Однако в мае 2015 г. его могила была обнаружена на православном кладбище Волковыска (на момент смерти генерала находился на территории Польши, ныне Беларусь).

## Награды
- Орден Святого Станислава 3-й ст. (1904)
- Орден Святой Анны 3-й ст. с мечами и бантом (1905)
- Орден Святого Станислава 2-й ст. с мечами (1906)
- Орден Святого Владимира 4-й ст. с мечами и бантом (1907)
- Орден Святой Анны 2-й ст. с мечами (1907)
- Орден Святого Владимира 3-й ст. (1911)
- Георгиевское оружие (1916)
- Орден Святого Георгия 4-й ст. (ВП 01.03.1916)
- Орден Святого Станислава 1-й ст. с мечами (ВП 02.06.1916)
- Орден Святой Анны 1-й ст. с мечами (1916)
- Георгиевский крест 4-й ст.

- Медаль «В память 100-летия Отечественной войны 1812 г.» (1912)
- Медаль «В память 300-летия царствования дома Романовых» (1913)